# Jydsk Telefon
Jydsk Telefon A/S (fork. JTAS) var et dansk teleselskab, der frem til etableringen af Tele Danmark i 1992 leverede telefonitjenester til Jylland, dog eksklusiv Sønderjylland, der blev serviceret af Tele Sønderjylland. Det var landets næststørste teleselskab, kun overgået af KTAS, og beskæftigede ved etableringen af Tele Danmark ca. 5.000 ansatte. Omsætningen var i 1977 888 mio. kr.
Virksomheden blev grundlagt i 1895 som Jydsk Telefon-Aktieselskab, der var en fusion af 17 private jyske telefonselskaber. Staten overtog majoriteten i selskabet i 1942. Selskabet indgik i Tele Danmark sammen med landets øvrige regionale teleselskaber i 1992. Jydsk Telefon havde hovedsæde i Slet ved Århus (opført af Friis og Moltke, 1970-1979). Bygningerne blev senere anvendt til Tele Danmarks forlagsaktiviteter (De Gule Sider) samt en del af den øvrige administration.

## Historie
I 1900-tallet fik Jydsk Telefon koncession af staten, hvilket betyder monopol, på telefondriften i Jylland. På Sjælland var det selskabet KTAS, som står for ”Københavns Telefon Aktieselskab”, der varetog driften, og på Fyn var det Fyns Telefon. Ved genforeningen i 1920 overtog staten den tidligere tyske telefondrift i det danske Sønderjylland. Her stod Post- og Telegrafvæsenet for driften indtil det særskilte selskab Tele Sønderjylland etableredes i 1987. Dette selskab havde hovedkontor i Aabenraa og var den mindste af de regionale televirksomheder. Ud af de i alt fire telefonselskaber var kun Jydsk Telefon og KTAS aktieselskaber med private aktionærer. Fyns Telefon var kommunalt ejet, og Tele Sønderjylland var statsligt.
I 1942 overtog staten 51 % af aktierne i Jydsk Telefon. Dette skete i forbindelse med en ny tiårig forlængelse af den af staten bevilligede koncession. For KTAS’ vedkommende var det samme sket et par år tidligere. Staten havde herudover en indløsningsret til begge selskabers aktier til en fast lav kurs, der var fordelagtig for staten.
Jydsk Telefon A/S indgik i Tele Danmark sammen med landets øvrige regionale selskaber i 1992. Bygningerne blev senere anvendt til Tele Danmarks forlagsaktiviteter samt en del af den øvrige administration. I perioden 1895-1995 gik Jydsk Telefon fra at være et telefonselskab for en forholdsvis begrænset del af befolkning til at dække stort set samtlige husstande og virksomheder i området med omkring en million abonnenter.
På den teknologiske front stod selskabet for udviklingen af den første fuldt elektroniske telefon, 76E, der blev designet af Jacob Jensen og lanceret i 1977. Telefonen blev en eksportsucces og er i dag udstillet på Museum of Modern Art i New York City.

## Administrerende direktører
Denne liste er ufuldstændig; hjælp gerne med at udfylde den.
- 1900-1918: Gregers Kirk
- 1919-1947: M.J. Wallmann
- 1947-1971: Paul Draminsky
- 1971-1982: Richard Relsted
- 1982-1992: Kurt Vestergaard
- Sammenlagt som Tele Danmark